# Parasterope mauritania
Parasterope mauritania is een mosselkreeftjessoort uit de familie van de Cylindroleberididae. De wetenschappelijke naam van de soort is voor het eerst geldig gepubliceerd in 1974 door Kornicker & Caraion.